# Mijaíl Ryzhov
Mikhail Ryzhov (Rusia, 17 de diciembre de 1991) es un atleta ruso, especialista en la prueba de 50 km marcha, con la que llegó a ser subcampeón mundial en 2013.

## Carrera deportiva
En el Mundial de Moscú 2013 gana la medalla de plata en los 50 km marcha, tras el irlandés Robert Heffernan y por delante del australiano Jared Tallent.